# Symfonisch gedicht
Een symfonisch gedicht is een muzikaal werk voor orkest, waarbij de componist een buitenmuzikaal thema met muzikale middelen beschrijft. Dat thema kan bijvoorbeeld een (deel van een) sage of legende zijn, een schilderij of een landschap. Deze vorm van programmamuziek speelt een belangrijke rol in de romantische muziek in de 19e eeuw. Ook voor het ontstaan van de nationalistische school in de muziek is het symfonisch gedicht van belang geweest.
Franz Liszt, die er dertien schreef, geldt als uitvinder van het genre en in elk geval als de naamgever van de sinfonische Dichtung, die in het Duits ook Tondichtung heet. De laatste term had de voorkeur van Richard Strauss, eveneens een componist waarvan een groot deel van zijn belangrijkste werken tot dit genre wordt gerekend. Met terugwerkende kracht worden ook werken van vóór Liszt als symfonisch gedicht aangeduid, bijvoorbeeld Berlioz' Roméo et Juliette, dat van de componist de genreaanduiding "symphonie dramatique" kreeg.
Een symfonisch gedicht bestaat meestal uit slechts één deel. Wanneer de compositie uit meerdere delen bestaat, spreekt men gewoonlijk van een suite in de romantische zin (dus niet in de barokke zin) van het woord. Ook spreekt men wel van een symfonische cyclus, zoals bij Smetana's Mijn vaderland.

## Lijst van symfonische gedichten
- Mili Balakirev: Roes (Russia), Tamara
- Béla Bartók: Kossuth
- Hector Berlioz: Symphonie fantastique
- Aleksandr Borodin: In de steppen van Centraal-Azië
- Frank Bridge: Mid of the night, Isabella, Zomer
- Ernest Chausson: Viviane
- Claude Debussy: Prélude à l'après-midi d'un faune; La Mer
- Mikalojus Konstantinas Čiurlionis: Miške (In het bos)
- Antonín Dvořák: Erben-cyclus (De waterman, De middagheks, Het gouden spinnewiel, De woudduif); Heldenlied
- Paul Dukas: De tovenaarsleerling
- Edward Elgar: In the south, Cockaigne
- César Franck: Ce qu’on entend sur la montagne; Les Éolides, op. 43; Le chasseur maudit, op. 44; Les Djinns, symfonisch gedicht met solo piano, op. 45; Psyché, op. 47
- Percy Grainger: Train Music
- Arthur Honegger: Pacific 231
- Franz Liszt: Ce qu'on entend sur la montagne, S95 (‘Bergsymphonie’); Tasso, lamento et triomfo, S96; Les Préludes, S97; Orpheus, S98; Prometheus, S99; Mazeppa, S100; Festklänge, S101; Heroïde funèbre, S102; Hungaria, S103; Hamlet, S104; Hunnenschlacht, S105; Die Ideale, S106; Von der Wiege bis zur Grabe, S107
- Frederik Magle: Cantabile (symfonische suite) - drie symfonische gedichten
- Modest Moessorgski: Een nacht op de Kale Berg
- Richard Mohaupt: Town Piper Music (Stadtpfeifermusik)
- Sergej Rachmaninov: Dodeneiland, op.29
- Max Reger: 4 Tondichtungen nach Arnold Böcklin, op.128
- Silvestre Revueltas: Sensemayá
- Nikolaj Rimski-Korsakov: Sadko, Shéhérazade (door de componist zelf een "symfonische suite" genoemd)
- Camille Saint-Saëns: Phaéton, Danse macabre, Le rouet d'Omphale
- Arnold Schönberg: Verklärte Nacht; Pelleas und Melisande (Opus 5, 1902-3)
- Jean Sibelius: En Saga, op.9; Skogsrået, op. 15 (De woudnimf); Vårsång, op. 16 (Lentelied); Finlandia, op.28; Dryadi, op. 45 (De druïde); Öinen ratsastus ja auringonnousu, op. 55 (Nachtelijke rit en zonsopgang); Barden, op. 64 (De bard); Aallottaret, op. 73 (De Oceaniden); Tapiola op. 112
- Aleksandr Skrjabin: Le poème de l'extase
- Bedřich Smetana: cyclus Mijn vaderland (waaronder De Moldau); Richard III; Valdštýnův tábor (Wallenstein's Legerplaats); Haakon Jarl (Hakon Jarl)
- Richard Strauss: Aus Italien, op.16; Macbeth, op.23; Don Juan, op.20; Tod und Verklärung, op. 24; Till Eulenspiegels lustige Streiche - ("Nach alter Schelmenweise - in Rondoform"), op. 28; Also sprach Zarathustra, op. 30; Don Quichote - ("Phantastische Variationen über ein Thema ritterlichen Charakters"), op. 35; Ein Heldenleben, op. 40
- Igor Stravinsky: Le Chant du Rossignol
- Josef Suk: Pohádka Léta (Een Zomersprookje), op.29
- Johan Wagenaar: Saul en David
- Richard Wagner: Siegfried-Idyll
- Anton Webern: Im Sommerwind
- Alexander Zemlinsky: Die Seejungfrau
- Peter Benoit: Symphonische Gedichte Op. 43a voor fluit en orkest
- George Gershwin: An American in Paris